# Nevada County Narrow Gauge Railroad
| Gemischter Personen- und Güterzug auf der Bear River Bridge, 1895 |                           |                        |                        |
| Streckenlänge: | 22,5 Meilen = 36,3 km     |                        |                        |
| Spurweite: | 914 mm (engl. 3-Fuß-Spur) |                        |                        |
| Maximale Neigung: | 22 ‰                      |                        |                        |
| Minimaler Radius: | 92,3 m                    |                        |                        |
| |                           |                        |                        |
| \| \| 0,0 \| Colfax \| Colfax \| \| \| \| Oilville \| \| \| \| \| Smith Flat \| \| \| \| \| \| \| \| \| \| You Bet vor 1908 \| \| \| \| \| Chicago Park \| \| \| \| \| Colemans nach 1908 \| \| \| \| \| \| \| \| \| \| Storm’s Picnic Grounds \| \| \| \| \| Buena Vista \| \| \| \| \| Hatton \| \| \| \| \| Cedar Kress \| \| \| \| \| Grass Valley \| \| \| \| \| District Fair Grounds \| \| \| \| \| Glenbrook \| \| \| \| \| Town Talk \| \| \| \| \| Gold Flat \| \| \| \| 36,3 \| Nevada City \| Nevada City \| |                           |                        |                        |
| Kopfbahnhof Streckenanfang (Strecke außer Betrieb) | 0,0                       | Colfax                 | Colfax                 |
| Haltepunkt / Haltestelle (Strecke außer Betrieb) |                           | Oilville               | Oilville               |
| Haltepunkt / Haltestelle (Strecke außer Betrieb) |                           | Smith Flat             | Smith Flat             |
| Abzweig geradeaus und nach links (Strecke außer Betrieb) · Strecke von rechts (außer Betrieb) |                           |                        |                        |
| Strecke (außer Betrieb) · Bahnhof (Strecke außer Betrieb) |                           | You Bet vor 1908       | You Bet vor 1908       |
| Bahnhof (Strecke außer Betrieb) · Bahnhof (Strecke außer Betrieb) |                           | Chicago Park           | Chicago Park           |
| Bahnhof (Strecke außer Betrieb) · Strecke (außer Betrieb) |                           | Colemans nach 1908     | Colemans nach 1908     |
| Abzweig geradeaus und von links (Strecke außer Betrieb) · Strecke nach rechts (außer Betrieb) |                           |                        |                        |
| Haltepunkt / Haltestelle (Strecke außer Betrieb) |                           | Storm’s Picnic Grounds | Storm’s Picnic Grounds |
| Bahnhof (Strecke außer Betrieb) |                           | Buena Vista            | Buena Vista            |
| Haltepunkt / Haltestelle (Strecke außer Betrieb) |                           | Hatton                 | Hatton                 |
| Bahnhof (Strecke außer Betrieb) |                           | Cedar Kress            | Cedar Kress            |
| Bahnhof (Strecke außer Betrieb) |                           | Grass Valley           | Grass Valley           |
| Haltepunkt / Haltestelle (Strecke außer Betrieb) |                           | District Fair Grounds  | District Fair Grounds  |
| Haltepunkt / Haltestelle (Strecke außer Betrieb) |                           | Glenbrook              | Glenbrook              |
| Haltepunkt / Haltestelle (Strecke außer Betrieb) |                           | Town Talk              | Town Talk              |
| Haltepunkt / Haltestelle (Strecke außer Betrieb) |                           | Gold Flat              | Gold Flat              |
| Kopfbahnhof Streckenende (Strecke außer Betrieb) | 36,3                      | Nevada City            | Nevada City            |

Die Nevada County Narrow Gauge Railroad (NCNGRR, Spitzname: Never Come, Never Go – Kommt nicht und fährt nicht) war eine Schmalspurbahn mit einer Spurweite von 3 Fuß in den nordkalifornischen Counties Nevada und Placer.

## Geschichte
Die Nevada County Narrow Gauge Railroad Company wurde am 4. April 1874 in Grass Valley gegründet. Nach zwei Jahren Bauzeit wurde der Personen- und Güterverkehr 1876 aufgenommen und bis 1943 durchgeführt. Die 36,3 Kilometer (22,5 Meilen) lange Strecke führte von Colfax durch das Grass Valley in nördlicher Richtung nach Nevada City. Als die neue Bear River Bridge 1908 aus Stahl gebaut wurde, war sie die höchste Brücke Kaliforniens.
Der Bergbau in Folge des kalifornischen Goldrauschs benötigte eine Bahnstrecke in den hügeligen und bewaldeten Gebieten von Grass Valley und Nevada City. Darüber hinaus wollte die Holzwirtschaft ihre Produkte der Southern Pacific Company in Colfax zugänglich machen. Am 20. März 1874 genehmigte die kalifornische Legislative während der Amtszeit von Gouverneur Newton Booth das Recht, eine Schmalspurstrecke mit einer Spurweite von 3 Fuß (914 mm) von Colfax über Grass Valley nach Nevada City zu bauen und zu betreiben. Am 20. Juni 1874 wurde ein Gesetz des Kongresses der Vereinigten Staaten bezüglich der entsprechenden Wegerechte der Eisenbahn über öffentliches Land verabschiedet.
J. H. Bates veranschlagte die Kosten für den Bau und die Ausrüstung auf 411.132 $. Es gab nur ein Angebot, und das war für 500.000 $ von M. F. Beatty, die er pauschal bekam. Der Bau begann im Januar 1875. Turton & Knox erhielten den Unterauftrag für die Erdbewegung. John Flint Kidder war der Chefingenieur. Innerhalb von zwei Monaten waren 600 Mitarbeiter mit dem Bau der Eisenbahn beschäftigt.
Die Trassenführung erforderte den Bau von zwei Brücken, zwei Tunneln und fünf hölzernen Trestle-Brücken. Eine der ersten Stationen war You Bet bei der Goodwin Drift Gravel Mine. Die Strecke führte über Chicago Park in einer Wein-und-Obstbau-Gegend nach Grass Valley. Alle Lokomotiven und Wagen hatten Westinghouse Luftdruckbremsen. Da der Hauptauftragnehmer, Beatty, das Projekt nicht vollenden konnte, wurde stattdessen J. K. Byrne beauftragt. Der Bau wurde daraufhin im Frühling 1876 fertiggestellt. Die Strecke von Colfax nach Grass Valley wurde am 11. April 1876 und von dort bis Nevada City am 20. Mai 1876 eröffnet.

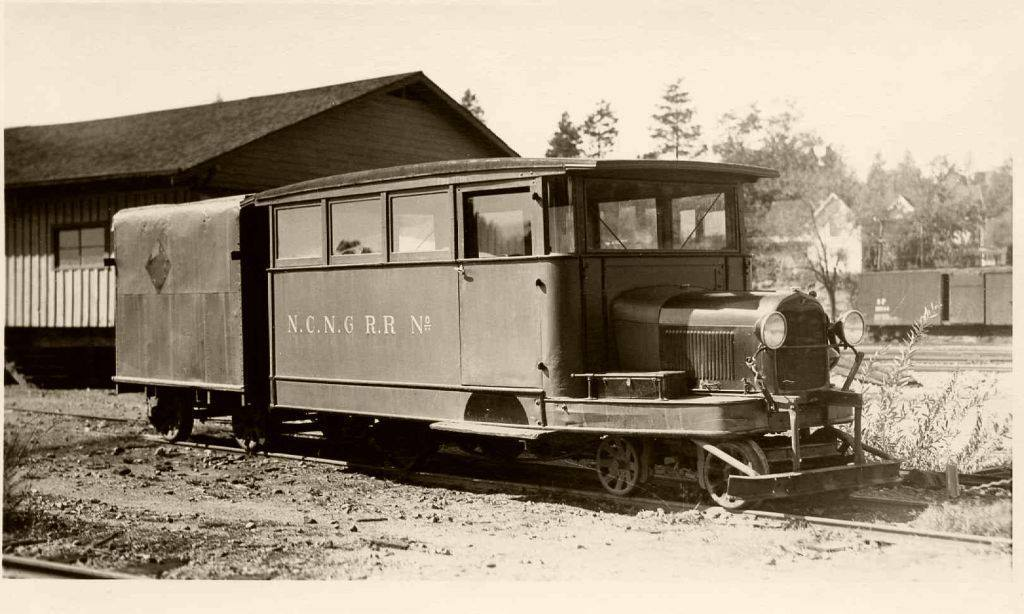
N.C.N.G.R.R. №

Der erste Präsident des Unternehmens war John C. Coleman, der Präsident der North Star Mine. Kidder, der Baumeister, beschloss, sich in Grass Valley niederzulassen. Er wurde erst General Superintendent und 1884 der zweite Präsident. Nach seinem Tod im Jahr 1901 übernahm Kidders Witwe, Sarah, diese Aufgabe als erste weibliche Eisenbahn-Präsidentin der Welt.
Im September 1907 wurde für 132.285 $ eine 3,56 mi (5,73 km) lange Abkürzung gebaut, wodurch die Strecke weniger steil wurde. Im folgenden Jahr, 1908, wurde die neue Stahlbrücke über den Bear River eingeweiht. 1912 verkehrten täglich drei gemischte Personen- und Güterzüge zwischen Nevada City and Colfax und ein vierter gemischter Zug verkehrte zwischen Grass Valley und Colfax. Sarah Kidder verkaufte ihre Anteile 1913 und setzte sich in San Francisco zur Ruhe.
Im Jahr 1926 kauften Earl Taylor und seine Partner die Eisenbahn für 1 Dollar. Nach dem Ausbruch des Zweiten Weltkriegs verkauften sie die Bahn 1942 für 251.000 $ zur Verschrottung an die Dulian Steel Products Company, und der letzte Zug fuhr daraufhin am 29. Mai 1942 auf der Strecke.
Jeder Wagen für den gemischten Gepäck- und Personenverkehr hatte einen kleinen eisernen Safe im Gepäckraum. Obwohl während des Betriebes der NCNGRR 200 Mio. $ an Gold transportiert wurden, gab es nie einen versuchten Raubüberfall.

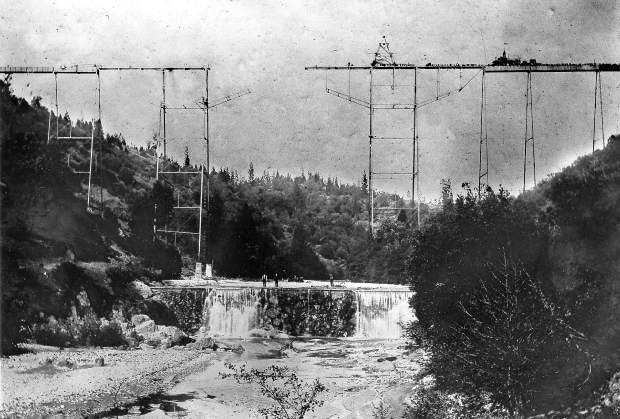
Brücke über den Bear River im Bau, 1908
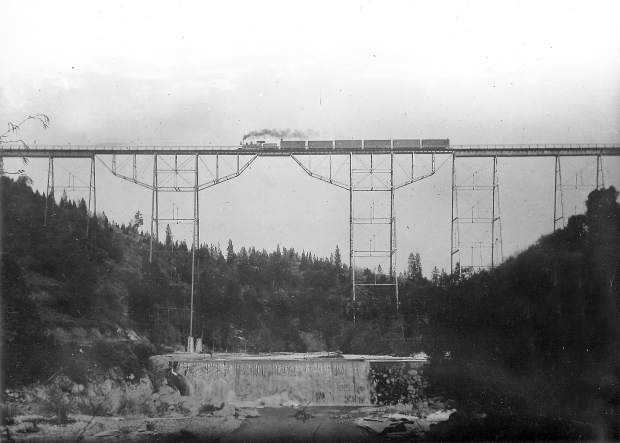
Lokomotive Nr. 2 auf der neuen Stahlbrücke, Dezember 1908
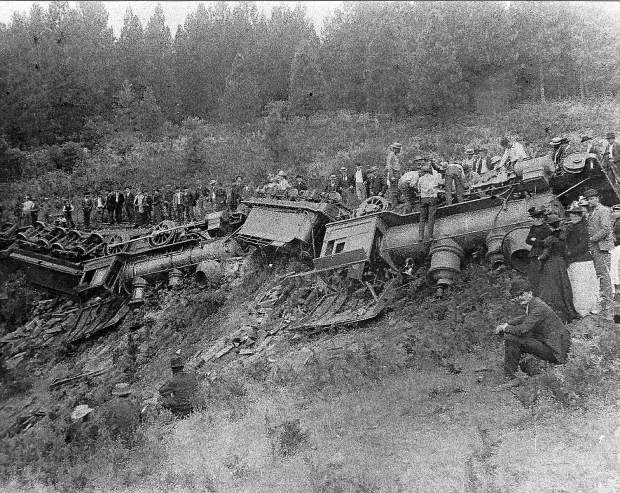
Entgleisung eines Zirkuszuges, 1893, wobei Löwen und Bären in den Wagen blieben

## Technische Daten
- Länge:
  - Placer County: Die Hauptlinie war 9,04 km lang und hatte 2,78 km Neben- und Abstellgleise
  - Nevada County: Die Hauptlinie war 27,02 km lang und hatte 3,35 km lange Neben- und Abstellgleise[1]
- Minimaler Radius: 302,9 Fuß (92,3 m)[14]
- Metergewicht: 17,4 kg/m (35 Pfund pro Yard)
- Bögen: 7944°
- Geraden: 16.431 m (53.908 ft)
- Maximale Steigung: 22 m pro km (116 ft pro Meile), 1 : 45,7 oder 22 ‰
- Höhenunterschied:
  - Anstieg ab Colfax: 353 m (1.159 ft)
  - Abstieg ab Colfax: 318 m (1.042 ft)
- Anfängliche Fahrpreise:[1]
  - Personenverkehr: 0,10 $/Meile
  - Fracht: 0,20 $ pro Tonnen-Meile
- Fahrzeit:[14]
  - Reine Fahrzeit: 1 Stunde, 40 Minuten
  - Gemischte Personen- und Güterzüge: Zwei Stunden
- Durchschnittliche Halts: Vier

## Lokomotiven
Die NCNGRR setzte, wie folgt, acht Lokomotiven der Baldwin Locomotive Works ein:

- Lokomotive Nr. 1, Spitzname Grass Valley, gebaut im Juli 1875, eingesetzt von 1875 bis 1936
- Lokomotive Nr. 2, Spitzname Nevada, gebaut im Juli 1875, ebenso eingesetzt von 1875 bis 1936
- Lokomotive Nr. 3, gebaut im September 1877, eingesetzt von 1877 bis 1915
- Lokomotive Nr. 5, Name Tahoe, gebaut im März 1875, eingesetzt von 1899 bis 1940
- Lokomotive Nr. 7, gebaut im August 1881, eingesetzt von 1929 bis 1934
- Lokomotive Nr. 8, gebaut im Februar 1882, eingesetzt von 1933 bis 1942
- Lokomotive Nr. 9, gebaut im April 1914, eingesetzt von 1933 bis 1942
- Glenbrook wurde 1875 gebaut, und als Ersatzteilspender für die Schwester-Lokomotive Nr. 5 verwendet. Diese Lok war auf der NCNGRR nie in Betrieb.

Weitere Lokomotiven waren:
- Lokomotive Nr. 4, Spitzname Santa Cruz, 1875 von Porter-Bell gebaut, eingesetzt von 1899 bis 1916
- Lokomotive Nr. 6, 1883 von den New York Works gebaut, eingesetzt von 1915 bis 1921
- Lokomotive Nr. 10, gebaut durch die Fate-Root-Heath Company aus Plymouth (Ohio), nur in den ersten sechs Monaten von 1936 eingesetzt
- Lokomotive Nr. 11, gebaut durch die Whitcomb Manufacturing Company aus Rochelle (Illinois), in Betrieb von 1936 bis 1942.

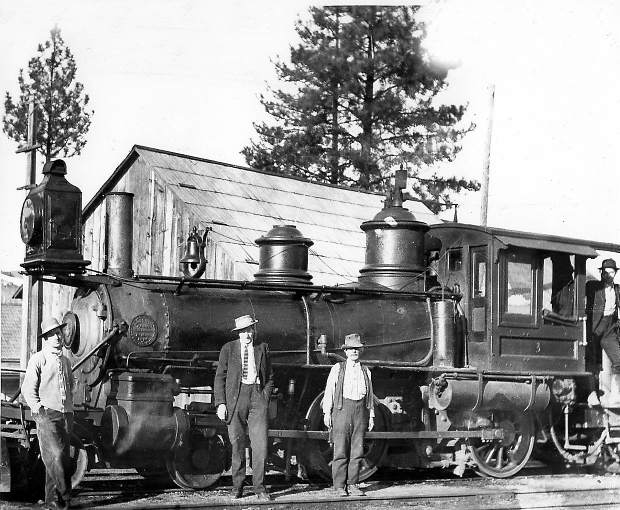
Lokomotive Nr. 3 im Nevada City Depot, 1913
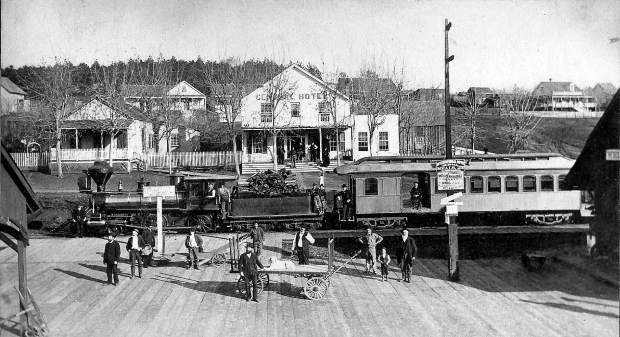
Lokomotive Nr. 3 im Bahnhof Colfax, 1878
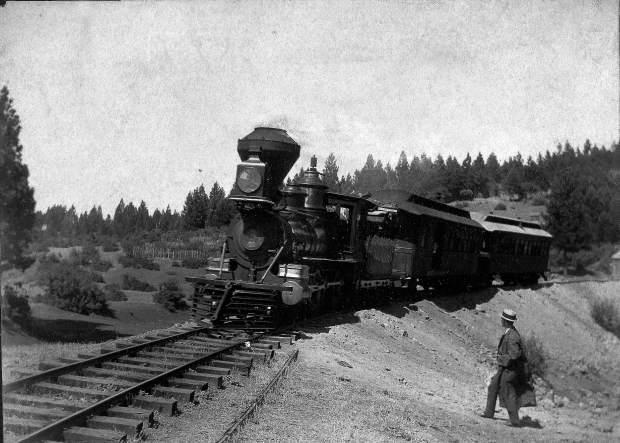
Ein Personenzug kommt um die Kurve

## Bekannte Fahrgäste
Es gab einige bekannte Fahrgäste, einschließlich der Präsidenten Ulysses S. Grant und Theodore Roosevelt, der Sängerin Emma Nevada sowie des britischen Prinzen Albert.

## Historische Bedeutung
Zur Hundertjahrfeier der Inbetriebnahme enthüllte The Ancient and Honorable Order of E Clampus Vitus eine Gedenktafel in Colfax (LageKoordinaten: 39° 6′ 0,7″ N, 120° 57′ 9,5″ W) am alten NCNGRR-Depot am südlichen Ende der Strecke. Das Nevada County Narrow Gauge Railroad & Transportation Museum wurde am nördlichen Ende der Strecke in Nevada City eröffnet.